# Kylee (певица)
Ка́йли Со́ндерс (англ. Kylee Saunders; род. 25 мая 1994 года в г. Чандлер, Аризона, США), более известна под мононимом Kylee — японско-американская певица, из штата Аризона, США, исполняющая песни в стиле J-pop. Наибольшую известность Kylee принесла песня «VACANCY» к сериям аниме «Xam'd: Lost Memories», которое транслировалось на популярных каналах Японии.

## Биография
Родилась 25 мая 1994 в семье отца-американца и матери-японки Аяко в штате Аризона; старшая из трёх детей в семье Сондерс. Хотя семья иногда вращается вокруг требований расписания старшей дочери, мать стремится уделять равное время уделять внешкольным интересам второй дочери Эшли (1998 г.р.) и сына Тайте (2000 г.р.), которые включают драму и спорт.
Кайли  стала интересоваться пением, благодаря влиянию своего отца; пела с самого раннего возраста, мечтая стать певицей и часто выступать перед большой аудиторией. Пела в школьном хорее. В 11-летнем возрасте, когда её семья проживала в Портленде (Орегон), Кайли  приняла участие в открытом прослушивании на исполнение национального гимна на баскетбольном матче «Portland Trail Blazers», где заработала много аплодисментов своим выступлением (youtube). В следующем году певица исполнила национальный гимн на «Rose Garden Arena». В 2006 году семья Сондерс прилетела в Финикс на день благодарения и Кайли  пела национальный гимн на игре баскетбольного клуба «Финикс Санз». На следующий год семья переехала в Финикс, и девочка была приглашена петь в Аризоне на игре бейсбольного клуба «Аризона Даймондбэкс».
Кайли  была готова к следующему шагу в своей карьере. Её родители узнали об открытом приеме презентаций на сайте Sony Music Japan's DefSTAR Records. Они отправили ссылку на одно из выступлений Кайли  на Trail Blazers, и месяц спустя получили вызов.
Kylee пришлось отказываться от группы поддержки и танцев, потому что просто не хватало времени в её графике. В 2008 году Kylee делает большую часть своей работы с Sony Music Japan в течение лета, когда её семья ездила наведываться в семью матери в Японии. Kylee удается совершить несколько небольших местных концертов в Японии, сделать музыкальный клип, записать её дебютный альбом и сделать несколько фотографий. Хотя Kylee начала свою карьеру в Японии, она планирует в ближайшее время начать покорение и «американских берегов». «Моя главная мечта сейчас заключается в том, чтобы мои песни звучали на радио и слушались во всем мире», говорит она (сентябрь 2008). (На этот момент Kylee предположительно проживает в городе Гилберт (Gilbert), штат Аризона).
В 2008 году она дебютировала со своей песней «Vacancy»(Вакансия) в DefSTAR Records, которая была выбрана лучшей для темы окончания серий аниме «Xam'd: Lost Memories» для Sony Computer Entertainment. 17 октября 2008 года был выпущен в США сингл для «Vacancy» на iTunes Store и Amazon.com. 3 декабря, 2008 вслед за «Vacancy» был выпущен на японском рынке макси сингл с треками под названием «Justice»(Справедливость) и «Plan B»(План Б).
Одним из крупных событий в 2009 году стало для Kylee выступление на крупном музыкальном фестивале SUMMER SONIC 2009 проходящем в Токио.
27 марта 2010 года состоится премьера фильма Мемуары подростка, страдающего амнезией, в котором Kylee сыграла роль Винни. Кроме того, в саундтрек фильма входит песня «Kimi ga irukara», исполненная Kylee.

## Предпочтения
- Увлечения: рисование, чтение, танцы, макияж.
- Специальные навыки: back flip(en)(общий термин для акробатических последовательностей движений тела, при которых выполняется сальто назад)
- Любимый фильм: Мулан (Disney), Анна
- Любимое блюдо: рамэн, лапша, клубника
- Наименее любимое блюдо: фасоль, лук
- Идеальный способ провести праздники: спектакль с другом
- Любимые животные: слон, дельфин и собака
- Исполнители оказавшие влияние: Кристина Агилера
- Любимая песня:

1. Boulebard of broken dreams (Green Day)
2. Ash Like Snow (The Brilliant Green)
3. Flavor of Love (宇多田ヒカル — Утада, Хикару)
4. Misery Business (Paramore)
5. Gone (Келли Кларксон)

## Дискография

### Синглы
- missing/IT'S YOU(初回生産限定盤) (выпущен 7 июля, 2010)

1. Missing
2. IT'S YOU
3. She Wishes
4. Just Go
5. Missing Less Vocal
6. IT'S YOU Less Vocal

DFCL-1655～DFCL-1656 / ¥1,575(включая налоги)
- Kimi ga Iru Kara (キミがいるから) (выпущен 24 марта, 2010)

1. Kimi ga Iru Kara
2. On My Own
3. She Wishe
4. Kimi ga Iru Kara (Less vocal)

DFCL-1623 / ¥1,223(включая налоги)
- Vacancy (выпущен 3 декабря, 2008)

1. VACANCY
2. Justice
3. Plan B

RX-025 / ¥1,050(включая налоги)

### Альбомы
- Мини альбом «Love Kicks…/Kylee» (выпущен 4 марта, 2009)

1. S.A.U.
2. You Get Me
3. THAT ONE
4. Not For You
5. Empty Handed
6. Wherever You Are Tonight

RX-027 / 1,680 yen (налог)

### DVD / CD
- Limited Edition «Kylee meets 亡年のザムド» (выпущен 29 Июля, 2009)

1. VACANCY
2. Just Breathe
3. Over U
4. VACANCY [TV Edition]
5. Just Breathe [TV Edition]
6. Over U [TV Edition]

DFCL-1585 / 2,200 yen (налог)

## Снятые клипы
- Год 2008

1. VACANCY . Съёмки проходили в конце октября.

- Год 2009

1. You Get Me . Съёмки проходили в первой половине января.

- Год 2010

1. Kimi ga Iru Kara . Саундтрек к японскому фильму "Мемуары подростка, страдающего амнезией"(японское название "Кто-то поцеловал меня").

## Другие видео
- Год 2010

1. MTV Japan, Inside: "Kylee". Подготовлено к показу в первых числах марта. Премьера на MTV прошла 28/03/2010 [ВС] с 16:30 до 17:00.

## Внешние ссылки
- Официальный веб-сайт Kylee
- Kylee — MySpace
- «RX-RECORDS | группа».
- Kylee STAFF BLOG.